# 지롤라모 조비나초
지롤라모 조비나초(이탈리아어: Girolamo Giovinazzo, 1968년 9월 10일~)는 이탈리아의 유도 선수이다. 1996년 하계 올림픽에서 남자 엑스타라이트급 은메달을 획득했고 2000년 하계 올림픽 남자 하프라이트급에서 동메달을 획득했다. 또한 유럽 유도 선수권 대회에서 메달 6개를 획득했다.